# Jesús Arrieta
Jesús Arrieta (San Marcos, Sucre, 10 de enero de 1991) es un futbolista colombiano de ascendencia libanesa. Juega como delantero y su equipo actual es Unión Comercio de la Liga 2 de Perú.

## Trayectoria

### Alianza Petrolera
Debutó en el 2011 con el club de Barrancabermeja Alianza Petrolera con el cual disputó 9 partidos y anotó 4 goles.
En el 2015 llegó a Unión Comercio, jugando al lado de Miguel Trauco. Además de realizar una gran campaña, ayudando a su compatriota Lionard Pajoy, para que sea el máximo goleador del Campeonato Descentralizado 2015. Al año siguiente firmó con Ayacucho FC, teniendo más continuidad. Fue dirigido por Edgar Ospina, además de jugar con sus compatriotas Emmanuel Prisco y César Valoyes. Fue una de las figuras del equipo.

### Caracas
El 14 de febrero de 2018 fichó por Caracas FC siendo el quinto refuerzo del club capitalino de cara al Torneo Apertura y Copa Sudamericana 2018. En su debut el 28 de febrero marca para la victoria 2-1 como visitantes en casa del Everton de Viña del Mar por la Copa Sudamericana 2018.
En su primer partido del 2019 marca el gol de la victoria por la mínima como visitantes contra ACD Lara, vuelve y marca el 10 de febrero en la caída 2.-1 en casa de Deportivo Táchira. Disputa la Copa Libertadores 2019, en la que enfrentó a FBC Melgar siendo eliminado en la tercera ronda.
El 6 de enero del 2020 fue oficializado como nuevo refuerzo del Sport Boys, uno de los equipos grandes de Perú. Sin embargo, fue despedido el 15 de enero por incumplimientos de protocolo sanitario por parte del estado peruano y la FPF.

### Deportivo Cali
En el segundo semestre del 2020 firma con deportivo cali por una temporada con opción de extender una más , en esta institución  solo tuvo 3 goles y 13 partidos. 

### Patriotas FC
Para el año 2021 tras tener una mala temporada con deportivo cali firma con patriotas de tunja en dónde consigue anotar en el primero y segundo semestre 5 goles y 3 asistencias en liga.

### Xelajú MC
Para el año 2022 no continua en patriotas y es contratado por el Xelajú Mario Composeco de liga de Guatemala.
En la temporada 2023, fichó por Unión Comercio y logró salvar del descenso al club en la última fecha del torneo. Logró anotar 4 goles en la temporada.

## Clubes
| Club                | País      | Año         |
| ------------------- | --------- | ----------- |
| Alianza Petrolera   | Colombia  | 2011        |
| Atlético Nacional   | Colombia  | 2012        |
| Leones              | Colombia  | 2012        |
| Alianza Petrolera   | Colombia  | 2013        |
| Águilas Doradas     | Colombia  | 2014        |
| Jaguares de Córdoba | Colombia  | 2014        |
| Unión Comercio      | Perú      | 2015        |
| Ayacucho            | Perú      | 2016        |
| Jaguares de Córdoba | Colombia  | 2017        |
| Caracas             | Venezuela | 2018 - 2019 |
| Deportivo Cali      | Colombia  | 2020        |
| Patriotas FC        | Colombia  | 2021        |
| Xelajú MC           | Guatemala | 2022        |
| Boyacá Chicó        | Colombia  | 2022        |
| Unión Comercio      | Perú      | 2023        |
| Fortaleza CEIF      | Colombia  | 2024        |
| Unión Comercio      | Perú      | 2025 -      |

## Estadísticas
| Club                           | Div                 | Temporada           | Liga  | Liga  | Copa Nacional | Copa Nacional | Copa Internacional | Copa Internacional | Total | Total | Prom. · |
| Club                           | Div                 | Temporada           | Part. | Goles | Part.         | Goles         | Part.              | Goles              | Part. | Goles | Prom. · |
| ------------------------------ | ------------------- | ------------------- | ----- | ----- | ------------- | ------------- | ------------------ | ------------------ | ----- | ----- | ------- |
| Alianza Petrolera · Colombia   | 2ª                  | 2011                | 9     | 4     | 0             | 0             | -                  | -                  | 9     | 4     | 0,44    |
| Alianza Petrolera · Colombia   | Total               | Total               | 9     | 4     | 0             | 0             | 0                  | 0                  | 9     | 4     | 0,44    |
| Atlético Nacional · Colombia   | 1ª                  | 2012                | 0     | 0     | 2             | 0             | -                  | -                  | 2     | 0     | 0,0     |
| Atlético Nacional · Colombia   | Total               | Total               | 0     | 0     | 2             | 0             | 0                  | 0                  | 2     | 0     | 0,0     |
| Leones · Colombia              | 2ª                  | 2012                | 23    | 6     | 0             | 0             | -                  | -                  | 23    | 6     | 0,26    |
| Leones · Colombia              | Total               | Total               | 23    | 6     | 0             | 0             | 0                  | 0                  | 23    | 6     | 0,26    |
| Alianza Petrolera · Colombia   | 2ª                  | 2013                | 5     | 0     | 2             | 0             | -                  | -                  | 7     | 0     | 0,0     |
| Alianza Petrolera · Colombia   | Total               | Total               | 5     | 0     | 2             | 0             | 0                  | 0                  | 7     | 0     | 0,0     |
| Águilas Doradas · Colombia     | 2ª                  | 2014                | 8     | 1     | 0             | 0             | -                  | -                  | 8     | 1     | 0,12    |
| Águilas Doradas · Colombia     | Total               | Total               | 8     | 1     | 0             | 0             | 0                  | 0                  | 8     | 1     | 0,12    |
| Jaguares de Córdoba · Colombia | 1ª                  | 2014                | 14    | 6     | 6             | 0             | -                  | -                  | 20    | 6     | 0,30    |
| Jaguares de Córdoba · Colombia | Total               | Total               | 14    | 6     | 6             | 0             | 0                  | 0                  | 20    | 6     | 0,30    |
| Unión Comercio · Perú          | 1ª                  | 2015                | 11    | 5     | 5             | 1             | -                  | -                  | 16    | 6     | 0,37    |
| Unión Comercio · Perú          | Total               | Total               | 11    | 5     | 5             | 1             | 0                  | 0                  | 16    | 6     | 0,37    |
| Ayacucho · Perú                | 1ª                  | 2016                | 27    | 7     | 0             | 0             | -                  | -                  | 27    | 7     | 0,25    |
| Ayacucho · Perú                | Total               | Total               | 27    | 7     | 0             | 0             | 0                  | 0                  | 27    | 7     | 0,25    |
| Jaguares de Córdoba · Colombia | 1ª                  | 2017                | 18    | 2     | 2             | 0             | -                  | -                  | 20    | 2     | 0,10    |
| Jaguares de Córdoba · Colombia | Total               | Total               | 18    | 2     | 2             | 0             | 0                  | 0                  | 20    | 2     | 0,10    |
| Caracas · Venezuela            | 1ª                  | 2018                | 34    | 10    | 2             | 1             | 6                  | 1                  | 42    | 12    | 0,28    |
| Caracas · Venezuela            | 1ª                  | 2019                | 33    | 14    | 2             | 1             | 8                  | 1                  | 41    | 16    | 0,37    |
| Caracas · Venezuela            | Total               | Total               | 67    | 24    | 4             | 2             | 14                 | 2                  | 85    | 28    | 0,33    |
| Deportivo Cali · Colombia      | 1ª                  | 2020                | 14    | 1     | -             | -             | 3                  | 1                  | 17    | 2     | 0,0     |
| Deportivo Cali · Colombia      | Total               | Total               | 14    | 1     | 0             | 0             | 3                  | 1                  | 17    | 2     | 0,0     |
| Patriotas Boyacá · Colombia    | 1ª                  | 2021                | 32    | 6     | -             | -             | -                  | -                  | 32    | 6     | 0,0     |
| Patriotas Boyacá · Colombia    | Total               | Total               | 32    | 6     | 0             | 0             | 0                  | 0                  | 32    | 6     | 0,0     |
| Boyacá Chicó · Colombia        | 1ª                  | 2022                | 21    | 6     | -             | -             | -                  | -                  | 21    | 6     | 0,0     |
| Boyacá Chicó · Colombia        | Total               | Total               | 21    | 6     | 0             | 0             | 0                  | 0                  | 21    | 6     | 0,0     |
| Unión Comercio · Perú          | 1ª                  | 2023                | 29    | 4     | -             | -             | -                  | -                  | 29    | 4     | 0,37    |
| Unión Comercio · Perú          | Total               | Total               | 29    | 4     | 0             | 0             | 0                  | 0                  | 29    | 4     | 0,37    |
| Total en su carrera            | Total en su carrera | Total en su carrera | 278   | 72    | 21            | 3             | 17                 | 3                  | 316   | 78    | 0,28    |

## Palmarés

### Torneo Nacionales
| Título           | Equipo              | País      | Año  |
| ---------------- | ------------------- | --------- | ---- |
| Primera B        | Jaguares de Córdoba | Colombia  | 2014 |
| Torneo Clausura  | Caracas             | Venezuela | 2019 |
| Primera División | Caracas             | Venezuela | 2019 |